# Henrik Rosensvärd
Johan Henrik Rosensvärd, född 13 oktober 1816 på S:t Barthélemy, död 13 november 1890 i Grums församling i Värmlands län, var en svensk militär och politiker, som var krigsminister 1877–1880.

## Biografi

### Tidiga år
Rosensvärd var son till guvernören på S:t Barthélemy Johan Samuel Rosensvärd av adelsätten Rosensvärd och Christina Sofia Appelquist. Han blev som liten föräldralös, varför han i april 1820 tillsammans med en sköterska sändes till Sverige, där han kom att växa upp hos släktingar i värmländsk bruksmiljö.

### Karriär
Rosensvärd utnämndes 1836 till underlöjtnant vid Södermanlands regemente, tjänstgjorde (från 1842) som generalstabsofficer, blev 1853 adjutant hos Oscar I och 1859 kabinettskammarherre samt utnämndes samma år till överste och chef för Värmlands regemente, varifrån han 1864 förflyttades till chefskapet för Södermanlands regemente. 1861–1865 deltog Rosensvärd i den kungliga kommitté, som tillsatts för att avge förslag till lantförsvarets förbättring. Han utnämndes 1867 till generalmajor, 1870 till landshövding i Värmlands län och 1873 till generalbefälhavare i tredje militärdistriktet, under tiden arbetande i kommittéer, dels som ordförande (sedan 1868) i vapen- och befästningskommittén, dels som ledamot (1873–1874) i den kommitté, som granskade Generalstabens härordningsförslag.
11 september 1877 kallades Rosensvärd till statsråd och chef för Lantförsvarsdepartementet, men lämnade taburetten 19 april 1880 i samband med De Geerska ministärens avgång till följd av riksdagens motsträvighet att anta en ny värnpliktslag. Rosensvärd, som 1879 utnämnts till generallöjtnant, återgick till sin generalbefälhavarplats, som han innehade till 1884.
I riksdagsförhandlingarna deltog Rosensvärd under ståndsperioden, som självskriven ledamot av ridderskapet och adeln, samt var 1850–1851, 1853–1854 och 1859–1860 ledamot av Allmänna besvärs- och ekonomiutskottet. 1871–1884 satt han, vald av Värmlands läns landsting (som utgjorde Värmlands läns valkrets), i riksdagens första kammare och var 1875–1877 denna kammares vice talman. Rosensvärd blev ledamot av Kungl. Krigsvetenskapsakademien 1857. 
Rosensvärd förlänades storkorset av Kungl. Svärdsorden (KmstkSO) 1 december 1874 (KSO1kl 3 juli 1866, RSO 28 april 1856) samt kommendörstecknet 1:a klass av Kungl. Nordstjärneorden  (KNO1kl) 14 maj 1873.  Rosensvärd innehade även ordnar från Danmark (StkDDO 17 juli 1877), Preussen (RPrRÖO2kl 1861, RPrKrO2klmkr 1874 ) samt Ryssland (RRS:tAO2kl 1859). 

## Familj

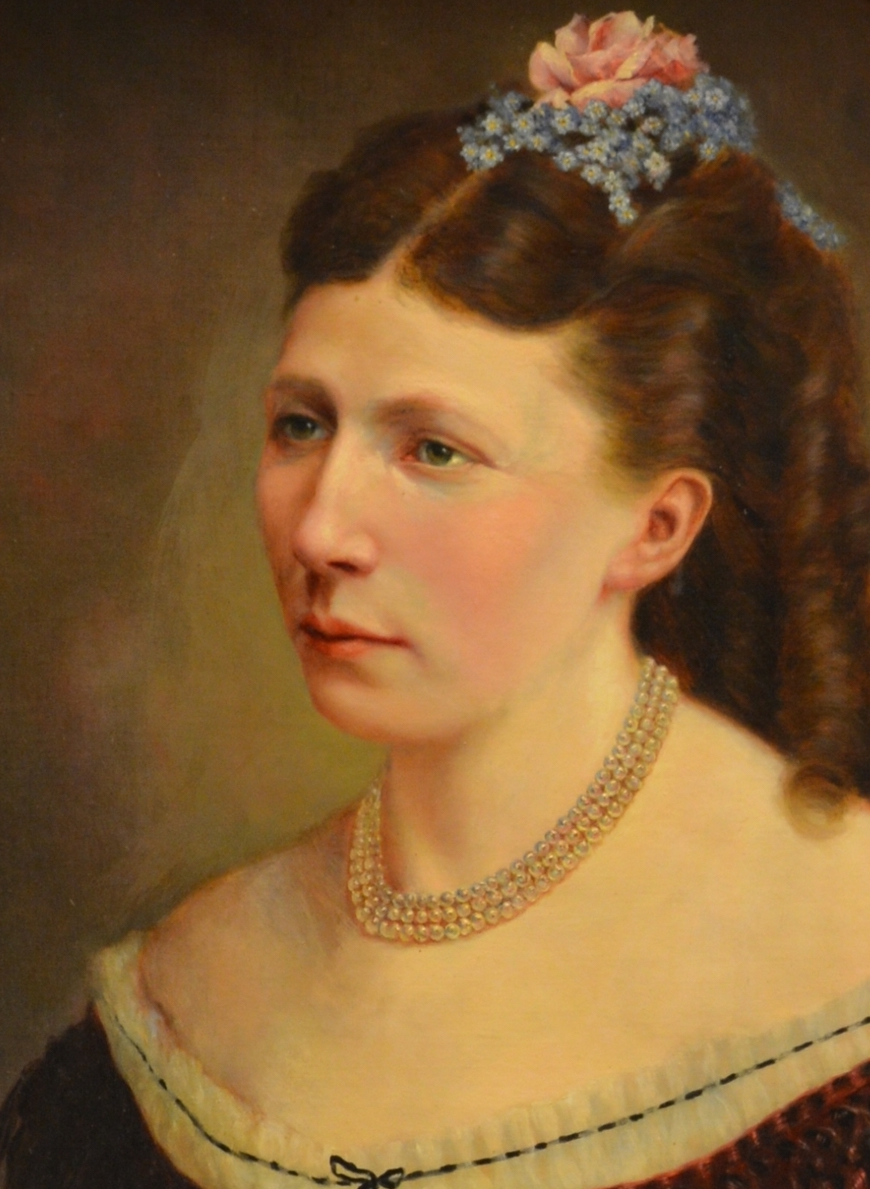
Natalia Rosensvärd (1842–1933)

Rosensvärd gifte sig 3 december 1868 med grevinnan Natalia Löwenhielm (1842-1933), dotter till generallöjtnanten greve Carl Gustaf Löwenhielm och grevinnan Natalia Alexandra von Buxhoeweden. Hon redigerade Carl Gustaf Löwenhielms memoarer, som handlar om hennes far.
Barn med Natalia Löwenhielm:
1. Carl Johan (1874–1933), kammarherre och godsägare, gift 1924 med en norsk skeppsredardotter.
2. Henrika Natalia (1875–1957)
3. Agnes Ulrika (1877–1961), åldfru på Gripsholms slott
4. Elsa (1881–1965)

## Utmärkelser
- Kommendör av Nordstjärneorden.
- Kommendör av Vasaorden.

## Galleri

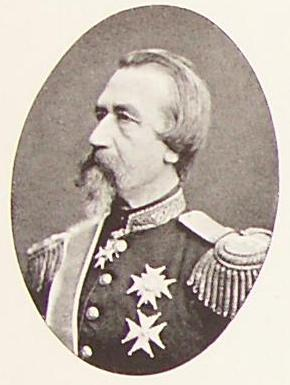
General Rosensvärd